# Cúp bóng đá Estonia 1993–94
Cúp bóng đá Estonia 1993–94 là mùa giải thứ tư của giải đấu bóng đá loại trực tiếp ở Estonia.

## Vòng 1
| Ngày thi đấu | Đội nhà             | Tỉ số | Đội khách              |
| ------------ | ------------------- | ----- | ---------------------- |
|              | Kehra Paber         | 1–7   | JK Vall Tallinn        |
|              | FC Lelle            | 1–3   | Tallinna Jalgpallikool |
|              | JK/Kalev Pärnu      | 4–1   | Viljandi MSK           |
|              | Fööniks-Sport Valga | 0–10  | JK Tulevik Viljandi    |
|              | Pena Jõhvi          | 5–0   | N.O.V.A. Jõgeva        |

## Vòng 2
| Ngày thi đấu | Đội nhà               | Tỉ số           | Đội khách              |
| ------------ | --------------------- | --------------- | ---------------------- |
|              | Eesti Põlevkivi Jõhvi | 1–1 (1–3 ph.đ.) | FC Norma Tallinn       |
|              | JK Sadam Tallinn      | 3–0             | JK Merkuur Tartu       |
|              | FC Flora Tallinn      | 2–1             | FC Tevalte Tallinn     |
|              | JK Kalev Pärnu        | 0–1             | Tallinna Jalgpallikool |
|              | JK Trans Narva        | 0–0 (5–4 ph.đ.) | Pena Jõhvi             |
|              | JK Seveni Tallinn     | 1–4             | JK Dünamo Tallinn      |
|              | FC Nikol Tallinn      | 2–0             | JK Kalev Sillamäe      |
|              | JK Tulevik Viljandi   | 1–4             | JK Tervis Pärnu        |

## Tứ kết
| Ngày thi đấu | Đội nhà | Tỉ số           | Đội khách     |
| ------------ | ------- | --------------- | ------------- |
|              | Flora   | 1–0             | Sadam         |
|              | Trans   | 0–0 (4–2 ph.đ.) | Nikol         |
|              | Tervis  | 0–4             | Dünamo        |
|              | Norma   | 10–0            | Jalgpallikool |

## Bán kết
| Ngày thi đấu                              | Đội nhà | Tỉ số | Đội khách |
| ----------------------------------------- | ------- | ----- | --------- |
|                                           | Norma   | 0–0   | Flora     |
|                                           | Flora   | 1–1   | Norma     |
| Norma thắng nhờ luật bàn thắng sân khách. |         |       |           |
|                                           | Dünamo  | 1–4   | Trans     |
|                                           | Trans   | 1–0   | Dünamo    |
| Trans thắng 5–1 sau hai lượt trận.        |         |       |           |

## Chung kết
| Norma                                    | 4 – 1 | Bản mẫu:Fb team Trans |
| ---------------------------------------- | ----- | --------------------- |
| Saks 56' 76' · Tšmil 65' · Vilderson 75' |       | Toštšev 56'           |

Bản mẫu:Bóng đá châu Âu (UEFA) 1993–94